# Muzayrib
Muzayrib (en arabe : مزيريب, également orthographié Mzerib, Mzeireb ou Mzereeb) est une ville du sud de la Syrie, rattachée administrativement au gouvernorat de Deraa. Elle se trouve au nord-ouest de la ville de Deraa, près de la frontière avec la Jordanie. Elle est bordée par al-Shaykh Saad et Nawa au nord, par Da'el, Tafas et al-Shaykh Maskin au nord-est, et par al-Yadudah au sud-est. Selon le Bureau syrien central des statistiques (en), Muzayrib était peuplée de 12 640 habitants lors du recensement de 2004. La ville est également le centre administratif du nahié de Muzayrib, qui est composé de neuf villages pour une population totale de 72 625 habitants. Muzayrib a également une communauté de réfugiés palestiniens.

## Histoire
Sous l'Empire ottoman, la ville, connue pour ses sources et ses bazars, est le premier lieu de séjour majeur situé sur la route du hajj (pèlerinage musulman) entre Damas et La Mecque. Muzayrib et al-Shakyh Saad sont alors les principaux centres administratifs du Hauran. Les pèlerins venus de Damas font halte pendant une semaine à Muzayrib pour attendre les retardataires et peuvent déposer leurs objets de valeur dans la forteresse. Ce fort, construit au XVIe siècle sur l'ordre du sultan ottoman Sélim Ier, a une porte d'entrée arquée, contrairement aux autres forts de la route du hajj, qui ont une porte droite. Il a été construit à partir de pierre grise et de basalte. Il n'abrite pas des janissaires locaux comme celui d'al-Sanamayn, mais est tenu par les troupes impériales. Stratégiquement situé dans l'arrière-pays de Damas, il atteste la puissance ottomane exercée sur Damas, ville qui a connu plusieurs révoltes de civils ou de janissaires. D'importantes quantités de gâteaux secs sont conservées dans le fort, avant d'être données aux pèlerins ou d'être distribuées aux habitants de Damas en cas de famine.
Entre 1516 et 1757, la caravane du hajj de Muzayrib est attaquée cinq fois par des Bédouins. En 1770, l'armée rebelle égyptienne d'Ali Bey dirigée par Ismail Bey et une force alliée dirigée par Dhaher al-Omar, le chef arabe de la Galilée, s'arrêtent à Muzayrib alors qu'ils sont en route pour la conquête de Damas. Lorsqu'ils atteignent Muzayrib pour rencontrer le gouverneur Uthman Pacha, Ismail Bey décide de battre en retraite car son arrivée coïncide avec celle de la caravane du hajj dans la ville. Même si Dhaher conteste la retraite, les armées rebelles se retirent.
Au XIXe siècle, le fort de Muzayrib contient de grands entrepôts, quelques habitations et une petite mosquée. Une source d'eau située au nord-est se transforme en un étang peuplé de poissons. Les ruines sont situées au bord de la rive ouest de la source. Les pèlerins du hajj qui passent par Muzayrib, qui est toujours le principal lieu de séjour, restent à la ville durant plusieurs jours ; durant chaque hajj, un grand marché se tient dans la ville. Un observateur remarque à la fin du siècle que la ville aurait été encore plus prospère si les terres alentour n'avaient pas été marécageuses et stériles.
En 1875, la ville, qui fait partie du sandjak du Hauran, division du vilayet de Syrie, est reliée au réseau ottoman des télégraphes dont le siège se trouve à Damas. Une voie de chemin de fer étroite de 103 kilomètres de long, le chemin de fer du Hauran reliant Muzayrib à Damas, est inaugurée le 14 juillet 1894 ; elle est allongée pour atteindre la ville portuaire de Beyrouth en 1895. Cependant, cette voie s'avère être un véritable gouffre financier, car elle a été construite sur une route commerciale peu empruntée ; en outre, à partir de 1908, elle est doublée sur une partie de son trajet par le chemin de fer du Hedjaz. En revanche, la ligne contribue à l'ouverture du Liban sur le marché international et au développement de l'industrie agricole dans les plaines volcaniques du Golan et du Hauran, faisant de ces régions les principaux foyers de production de blé du Moyen-Orient.